# Cayetano Paderanga Jr.
Cayetano Paderanga Jr. (9 de outubro de 1948 – 29 de janeiro de 2016) foi um economista filipino e ex-diretor geral do Econômico Nacional e Autoridade de Desenvolvimento (ENAD), uma agência em nível de gabinete do governo filipino responsável pela econômico desenvolvimento e planejamento.
Paderanga atuou anteriormente como diretor geral do ENAD, de 1990 a 1992, sob o ex-presidente Corazon C. Aquino na presidência e foi membro do Banco Central das Filipinas de 1993 a 1999. Ele também foi diretor executivo das Filipinas no Banco Asiático de Desenvolvimento (BAD) de 2001 a 2003.
Um nativo de Camiguin, província do norte de Mindanao, Paderanga foi um graduado da Universidade da Ásia e do Pacífico e Universidade De La Salle e é Ph.D. na economia da Universidade Stanford na Califórnia, Estados Unidos. Paderanga também foi professor de economia da Universidade das Filipinas Escola de Economia.